# Sunde tænder til alle
|  | Denne artikel er oprettet af botten Steenthbot ud fra en ekstern database. Den kan derfor have sproglige fejl eller mangler. Denne skabelon kan fjernes efter kontrol af indholdet. |

Sunde tænder til alle er en dansk dokumentarfilm fra 1967 instrueret af Kurt Hesselgren og Aksel Madsen efter deres manuskript.

## Handling
Reportage fra skoler i Frederikssund, hvor en udrykningsvogn med "tandfrøkener" regelmæssigt kommer og lærer børnene at børste tænder.